# 華興会

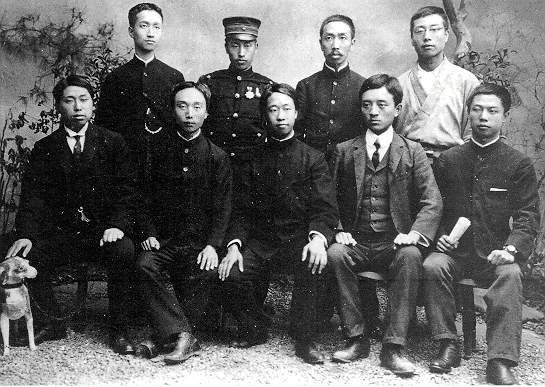
華興会のメンバーの一部。1905年、東京にて。前列左端が黄興、右から2人目が宋教仁

華興会（かこうかい）は、清末に黄興が中心となり組織された革命組織の一つ。活動方針は「清朝の打倒」と「民主および自由国家の建設」であった。

## 前史
1903年、黄興は運動員の身分で日本より清国に帰国、革命の準備に向けた活動に従事した。黄興は上海で『蘇報』編集長であった章士釗などの新派人士と知り合い、長沙明徳学堂校長の胡元倓の招待を受け、武昌を経て長沙に戻った。黄興は明徳学堂時代に「東文講習所」日本語学校教師に着任、鄒容の『革命軍』、陳天華の『猛回頭』、『警世鐘』などの革命活動家の書籍を大量に翻訳した。これらの活動は、革命団体の連絡と宣伝に大きな功績を残し、後に華興会が成立する基礎が築かれた。
これらの活動は保守派の反発を招き、明徳学堂の董事長であった龍璋等の活動中止の要請を受けた黄興は、革命活動に一命を捧げることとし、明徳学堂教師を辞して学校に革命運動の責任が及ばないようにした。そして、資金調達のために自身の実家である黄興故居を売却している。これに対し、実家に住んでいた異母は、一切の不平を言うことなく、黄興の行為を支持し、親戚とともに転居している。

## 成立
1903年11月4日、黄興は30歳の誕生日を祝うことを名目に、章士釗、彭淵恂、劉揆一、宋教仁、周震鱗、徐仏蘇、胡瑛、翁鞏、秦毓鎏など、12人を長沙保甲局巷の彭淵恂自宅に招き、革命団体設立の協議を行った。会議では、鉱業開発を名目とする華興公司を設立し、入会者には株券を発行、この株券を会員証とし「同心捕満、当面算清（中国語で「捕滅満清」の意味）」を合言葉に、華興会が成立した。会長には黄興が、副会長には宋教仁、劉揆一が選出され、一省より各省へ革命を拡大する戦略方針と満族の駆逐と中華復活が確認された。

## 革命活動
華興会には帰国した留学生や国内各学堂の知識階級を中心に500余名が参加した。会員は湖南や上海を始め、東京などに同仇会、黄漢会、愛国協会、新華会、十人会などの分会が設置され、当時、中国おける最も影響力を有する反清組織であった。
また、黄興は湖南哥老会リーダーの馬福益に対し、武装蜂起協力を説得、武装蜂起時に人員と輸送用の馬の提供を求めた。十分な参加者が集まったことで、黄興は計画を前倒して長沙で武装蜂起の決行を決定、瀏陽、醴陵、衡陽、常徳、岳陽、宝慶などで革命軍を組織し、長沙に侵攻する計画であり、華興会は黄興を主師に、劉揆一、馬福益をそれぞれ正副総指揮に選出、決起は1904年（光緒30年）旧暦10月10日の西太后の誕生日とし、祝賀に終結した湖南省官人への爆弾攻撃を決起の合図とした。
しかし、10月に武装蜂起の情報が清朝側に漏洩、24日には出動した清兵が華興会機関を捜索し、游徳勝、蕭貴生が拿捕された。黄興たちは黄吉亭の庇護を受けて長沙を脱出し、上海に移動。その後、日本に逃亡している。馬福益は広西に逃れたが、翌年に湘西洪江に戻り、黄興との連絡役を果たし、洪江で再び武装蜂起組織の準備を行った。1905年（光緒31年)春、馬福益は萍郷駅で清兵に逮捕され、長沙で処刑されている。

## 蜂起失敗後
黄興は1904年11月末に東京に到着し、再び革命活動を展開した。12月には100余名の留学生とともに、革命同志会を組織している。1905年に中国に帰国し、武装革命を計画したが、失敗して再度、日本に逃亡している。また、孫文も同年7月19日に東京を訪問し、黄興と会談している。会談の結果7月30日に中国革命同盟会準備委員会が開催され、華興会と興中会は合併し、中国革命同盟会が成立した。華興会の主要メンバーは、中国革命同盟会でも中心的な役割を果たすこととなった。